# Eliza Sharples
Eliza Sharples (1803–1852) est l'une des premières femmes en Angleterre à donner des conférences sur la libre-pensée, la politique radicale et les droits des femmes. Sous les noms de Dame de la Rotonde et d'Isis (Lady of the Rotunda and Isis), elle donne ses conférences à la Rotonde de Blackfriars en 1832, alors qu'elle est sous la direction de son partenaire, Richard Carlile. Ses discours, ainsi que des écrits de Carlile, d'elle-même et d'autres, paraissent dans son journal hebdomadaire, The Isis.

## Jeunesse
Sharples est née en 1803 à Bolton, dans le Lancashire, d'Ann et Richard Sharples, un fabricant prospère de couvertures. Sa famille est méthodiste wesleyenne et son éducation, à la maison et au pensionnat, lui inculque un fort engagement religieux,.
Elle fréquente un pensionnat jusqu'à l'âge de vingt ans, après quoi elle reste à la maison, cousant et lisant. La mort soudaine de son père, de son frère et de sa sœur, ainsi que l'échec des prières pour sauver leur vie, amène Sharples à remettre en question sa foi, ce qui entraîne un changement radical dans sa vie,.
En 1829, alors qu'elle rend visite à une amie à Liverpool, Sharples écoute une discussion entre le père de son amie et Richard Carlile. Malgré la réputation de Carlile comme un athé dangereux et un radical politique, Sharples le trouve doux et beau. Environ un an plus tard, elle découvre un exemplaire du journal de Carlile, The Republican, dans la bibliothèque d'un cousin et s'y intéresse suffisamment pour retrouver d'autres de ses œuvres dans une librairie radicale locale. Les écrits de Carlile transforment les croyances de Sharples et conduisent à ce qu'elle décrit plus tard comme une « nouvelle naissance… vers la justice ». En décembre 1831, elle commence à correspondre avec Carlile, qui a été emprisonné pour diffamation séditieuse, et en janvier 1832, elle se rend à Londres pour lui rendre visite à Giltspur Street Compter.

## La Dame de la Rotonde et Isis
L'arrivée de Sharples donne à Carlile l'occasion de relancer la fortune de son théâtre radical, la Rotonde, qui traverse des moments difficiles depuis l'emprisonnement de sa principale attraction, Robert Taylor, et le départ de son successeur, Zion Ward. Elle accepte de remplacer Taylor et Ward et de donner une série de conférences philosophiques et religieuses sur la libre pensée à la Rotonde.
Afin de protéger sa famille, Sharples ne veut pas que son nom soit rendu public, alors Carlile la présente comme la mystérieuse « Dame de la Rotonde » ou « Isis » (du nom de la déesse égyptienne de la Raison), la première Anglaise à parler en public de religion et de politique,.
Ses conférences, qui commencent le 29 janvier 1832, sont présentées sous forme théâtrale. Vêtue d'une robe « voyante », elle est conduite cérémonieusement sur la scène, parsemée de symboles radicaux, tels que l'épine-vinette et les feuilles de laurier. Après sa conférence, elle quitte la scène sans répondre aux questions du public, qui débat ensuite entre eux de son contenu,. Ses discours sont publiés dans un journal hebdomadaire, The Isis, dont elle est rédactrice.
Dans la tradition de Carlile et Taylor, Sharples attaque la monarchie, l'establishment politique et la religion organisée, affirmant que le christianisme encourage la superstition, empêche la diffusion des connaissances et nie la liberté de l'homme. En outre, elle se prononcée en faveur du droit des femmes à parler en public et conteste la doctrine chrétienne du péché originel, proclamant qu'Ève est « la personnification de la sagesse, de la liberté, de la résistance à la tyrannie ; la mère de la connaissance humaine ; l'aide qui convient à l'homme ».
Au début, Sharples atteint un statut culte, mais son manque de formation en prise de parole en public entraîne rapidement une baisse des revenus provenant du public, et à la fin du mois de mars, Carlile ferme la Rotonde et renonce à son bail. Sharples continue ses conférences pendant trois mois supplémentaires, d'abord au théâtre de Robert Owen à Burton Street, puis à la maison de Carlile à Bouverie Street. Elle travaille ensuite en étroite collaboration avec les Amis des Opprimés, qui sont la branche féminine de l'Union nationale des classes ouvrières, prononçant des discours pour célébrer la Révolution française de 1830 et pour collecter des fonds pour les familles des personnes emprisonnées pour avoir vendu des journaux non affranchis. Bien qu'elle ne soit pas une adepte de Robert Owen, elle prononce également un discours sur l'importance de la coopération, où elle se décrit comme « une réformatrice radicale, une républicaine, une défenseure de la libre discussion sur tous les sujets et une coopératrice, dans le meilleur sens où je connaisse ce mot ».
The Isis cesse de paraître en décembre 1832, après quoi Sharples retourne dans l'ombre,.

## Un mariage moral
La relation entre Sharples et Carlile est autant physique qu'intellectuelle, et le premier de leurs quatre enfants, Richard, nait en avril 1833, alors que Carlile est encore en prison. Carlile et sa femme, Jane, se sont séparés en 1830, mais ne pouvaient pas se permettre une procédure de divorce. Après avoir rencontré Sharples, Carlile donne une rente à Jane, elle et ses enfants quittent la maison de Carlile et Sharples emménage, pour être rejoint par Carlile lorsqu'il est libéré en août 1833.
Pendant sa grossesse, Sharples demande à Carlile de reconnaître publiquement leur relation. Au début, il hésite par crainte de nuire à sa réputation, mais en septembre 1833, il publie une déclaration selon laquelle son « mariage moral » est « l'un des meilleurs, sinon le meilleur du pays ». Dans sa préface à l'édition in-folio de The Isis, publiée en 1834, Sharples donne son nom complet comme étant Eliza Sharples Carlile et défend la moralité de leur relation. Cependant, d'autres radicaux, comme Henry Hetherington (en), condamne publiquement Carlile pour avoir quitté sa femme, tandis que la famille de Sharples la désavoue ainsi que ses enfants,.
Après sa sortie de prison, Carlile recommence à donner des conférences publiques, à Londres et ailleurs. Sharples l'accompagne lors de sa première tournée provinciale, mais revient à Londres en octobre 1833, après la mort de leur fils de la variole. Un deuxième fils, Julian Hibbert, nait en 1834, après quoi ils déménagent dans un cottage à Enfield Highway (en), où deux filles sont nées, Hypatia (1836) et Theophila (1837). Carlile continue de parcourir le pays et Sharples donne parfois des conférences à sa place lorsqu'il est malade. Elle reste la plupart du temps à la maison avec les enfants.

## Dernières années
Lorsque Carlile décède le 10 février 1843 sans laisser de testament, ses biens reviennent à sa femme et Sharples se retrouve sans ressources. Sophia Chichester (en), une ancienne mécène de Carlile, fait en sorte qu'elle vive dans une communauté utopique à Alcott House, à Ha . Elle part après quelques mois et, avec l'aide d'un petit héritage d'une tante, prend une maison à Londres, où elle subvient à ses besoins et à ceux de ses enfants en faisant des travaux d'aiguille et en louant des chambres.
Au cours de ses dernières années, Sharples vit dans la pauvreté et la lutte pour s’occuper de sa famille affecte sa santé et sa motivation. Ses apparitions publiques se limitent à une conférence en 1846 « sur la nature et le caractère de la femme et sa position dans la société » et à un bref discours à l'occasion de l'anniversaire de Thomas Paine en 1849, tous deux prononcés à l'Institution littéraire et sociale owéite. En 1849, certains partisans de Carlile l'invitent à gérer leur Temperance Hall à Warner Place, près de Hackney Road (en). C'est là qu'elle rencontre l'adolescent Charles Bradlaugh, futur fondateur de la National Secular Society, et l'accueille chez elle lorsque sa famille l'expulse. Elle veut donner une série de conférences sur les droits des femmes, mais cette initiative est rejetée par les hommes qui dirigent le Temperance Hall. Elle écrit qu'ils considèrent que son travail consiste à servir le café et méprisent sa conviction selon laquelle « toute réforme qui n'intègre pas les droits des femmes sera jugée inefficace ».
Sharples décède à son domicile au 12 George Street, Hackney, Londres, le 11 janvier 1852.

### Sources
- (en) Theophila Carlile Campbell, The Battle of the Press As Told in the Story of the Life of Richard Carlile By His Daughter, Theophila Carlile Campbell, London, A. and H. B. Bonner, 1899 (lire en ligne).
- (en) Gail Turley Houston, « What Would the Goddess Do? Isis, Radical Grandmothers, and Eliza Sharples 'All Reform Will Be Found to Be Inefficient that Does Not Embrace the Rights of Woman' », Religions, vol. 9, no 4,‎ 2018, p. 109 (DOI 10.3390/rel9040109)
- (en) Christina Parolin, Venues of popular politics in London, 1790–c. 1845, Canberra, ANU E Press, 2010 (ISBN 9781921862014, lire en ligne)
- (en) Helen Rogers, « The prayer, the passion and the reason' of Eliza Sharples: freethought, women's rights and republicanism, 1832-52 », dans Eileen Yeo, Radical Femininity: Women's Self-representation in the Public Sphere, Manchester, Manchester University Press, 1998 (ISBN 0719052440).
- (en) « Oxford Dictionary of National Biography », dans Oxford Dictionary of National Biography, Oxford University Press.
- (en) Joel H. Wiener, Radicalism and Freethought in Nineteenth-Century Britain: The Life of Richard Carlile, Greenwood Press, 1983 (ISBN 0313235325).